# Trágico Ballet
Trágico Ballet es una banda mexicana de rock gótico originaria de Irapuato, Guanajuato. Fue formada a finales de 2001 bajo el nombre de Merlina, que cambiarían por Trágico Ballet. Su música combina el metal gótico con melodías melancólicas, con influencias de la escena dark mexicana e internacional.

## Historia
Inicios (2001–2006)
Trágico Ballet surgió el 31 de diciembre de 2001 cuando Arturo Rodríguez “Saga Kastronovo” (voz) y Juan Pablo Cortés “Dark Poet” (teclados) quien posteriormente fundó la banda "Luna de Cáncer" decidieron crear un proyecto musical de estilo oscuro. La banda debutó en vivo el 4 de mayo de 2002 durante el 1er Festival Nacional Oscuro en Irapuato, compartiendo escenario con bandas de la escena gótica local. En sus inicios mostraban influencias de grupos como El Clan (en la voz y estructura musical) y de la banda estadounidense London After Midnight (en la estética e imagen). A mediados de 2002 enfrentaron cambios de alineación, tras lo cual Saga Kastronovo asumió definitivamente el rol de vocalista principal.
A principios de 2003 lanzaron un primer demo con 7 temas (conocido como Demo 1), que incluyó canciones como “Merlina”, “Eterna elevación”, “Diagnóstico” y “Y me fui”, entre otras. Previamente habían distribuido de forma independiente un EP de tres canciones (Merlina, Eterna elevación y Diagnóstico), que logró circular s en México y otros países de Latinoamérica.
Gracias a la buena recepción, Trágico Ballet fue invitada a participar en el compilado Dinastía Inmortal (2004), donde aportaron el tema “Prohibida” como pista de apertura del álbum. La inclusión en este compilado –y la participación de Saga en la canción “El calvario” de la banda Anabantha en el mismo proyecto– les dio proyección a nivel nacional y en el público hispano de Estados Unidos.
Álbum debut y consolidación (2007–2011)
En 2005 la banda firmó con el sello independiente Discos y Cintas Denver para la producción de su primer álbum. El disco debut, titulado Del amor y otros excesos, fue finalmente publicado en 2007. Este material incluyó nuevas versiones de canciones de sus demos (“Caer”, “Eterna elevación”, “Prohibida”) junto a temas originales como “Amor artificial”, “Anestesia”, “Bésame” y “Conjuro”. Del amor y otros excesos fue bien recibido en la escena rock gótica local, lo que permitió a Trágico Ballet presentarse en festivales como Expo Rock y TNT. Durante esta época compartieron escenario con diversas bandas, entre ellas la agrupación italiana Theatres des Vampires. Su creciente notoriedad también los llevó a aparecer en medios impresos especializados en subcultura oscura, como las revistas Switch, Gótica y Revista Dark.
En 2010 la banda lanzó su segundo álbum de estudio, El néctar del deseo. En este disco, Trágico Ballet experimentó con nuevos géneros y ritmos sin abandonar su esencia gótica. El néctar del deseo incluyó canciones destacadas como “Un segundo más”, “No me subestimes”, “El beso del silencio” y “Convulsión”. Además, contó con una colaboración internacional: el vocalista finlandés Jape Perätalo (de la banda To/Die/For) participó en la canción “Revolver of Lies”, aportando su voz desde Finlandia. Para finales de 2011 apareció el tercer álbum del grupo, Santos del pecado, reafirmando el estilo romántico–oscuro de su propuesta. Temas como “Justicia divina”, “Sagrado corazón” o la balada “Tu necesidad” mostraron la evolución lírica de la banda, incorporando metáforas religiosas y existenciales en torno al amor y la culpa.
Evolución (2012–2025)
En los años posteriores Trágico Ballet continuó activo a pesar de algunos cambios en su formación. Tras la salida de Dark Poet de los teclados en 2011 y de otros integrantes fundadores, Saga Kastronovo permaneció al frente reclutando nuevos músicos. En 2016 lanzaron su cuarto álbum de estudio, titulado DesconecTB. Este disco —cuyo nombre alude a un “desconecte” o faceta desenchufada de Trágico Ballet— presentó diez canciones que exploran matices más acústicos y melódicos, como “Búscame”, “Permanencia voluntaria” o “Refugio para tu dolor”, manteniendo la atmósfera oscura característica de la banda. En 2017 la agrupación celebró 15 años de trayectoria con una edición especial conmemorativa: Del amor y otros excesos (XV Aniversario), en la cual regrabaron y revisitaron temas de su primer álbum en versiones actualizadas.
En mayo de 2019 apareció Opia, el quinto álbum de estudio de Trágico Ballet. Con Opia la banda retomó sonidos más contundentes dentro de su estilo gótico, incorporando elementos de hard rock que le devolvieron una mayor fuerza rítmica a sus composiciones. El álbum recibió buena respuesta del público y consolidó a la banda con una “cúspide musical” marcada por letras melancólicas y sinceras. Durante la gira de promoción de Opia, Trágico Ballet recorrió más de cuarenta ciudades de la República Mexicana entre mayo y diciembre de 2019. La banda ha participado a lo largo de su carrera en numerosos festivales y conciertos de renombre, destacando presentaciones en eventos como el Hell & Heaven Metal Fest (uno de los festivales de metal más grandes de México), la Bikerfiesta, el Lunario del Auditorio Nacional, el festival Exa Live, así como en recintos emblemáticos de la Ciudad de México como Pasagüero, Circo Volador, Bajo Circuito y el foro R&R, entre otros.
Tras la pausa obligada por la pandemia de 2020, Trágico Ballet retomó la actividad lanzando nuevos sencillos en formato digital. En octubre de 2022 publicaron el sencillo “Tus monstruos”, y en marzo de 2025 lanzaron “Crucifícame”. Estas canciones anuncian una “nueva era” creativa para la banda, manteniendo vigentes a Trágico Ballet en la escena del rock alternativo nacional. Al 2025, Trágico Ballet continúa activo promocionando su material más reciente y presentándose en vivo, conservando una base fiel de seguidores dentro y fuera de México.

## Estilo e influencias
Trágico Ballet se caracteriza por un estilo musical que fusiona el rock gótico con elementos de metal y rock alternativo. En sus inicios la banda mostró influencias directas de grupos de la escena oscura mexicana como El Clan, así como de bandas internacionales del goth/rock y metal gótico, por ejemplo London After Midnight y HIM. A nivel estético y lírico, el grupo adopta la imaginería propia del movimiento gótico, con temáticas centradas en la oscuridad emocional, el romance trágico y la melancolía. Sus letras suelen abordar el amor y el desamor desde perspectivas introspectivas, incluyendo referencias a la soledad, la depresión o la muerte, aunque a veces con un matiz irónico o satírico según el vocalista Saga Kastronovo.
Musicalmente, Trágico Ballet ha experimentado con distintas sonoridades dentro del espectro del rock oscuro. Sus primeros trabajos tenían un corte rock urbano gótico tradicional, con guitarras distorsionadas y teclados atmosféricos, mientras que producciones posteriores incorporaron arreglos más variados. En El néctar del deseo (2010) exploraron ritmos distintos e incluso incluyeron un cover de la balada glam “I Remember You” de Skid Row, reflejando algunas de sus influencias del rock de los 80. Con el álbum Opia (2019) la banda volvió a enfatizar sus raíces más heavy o hard rock, logrando un sonido potente que convive con pasajes melódicos y ambientales. Esta evolución constante, según han señalado sus integrantes, obedece al afán de no encasillarse en un solo género y de seguir aprendiendo y experimentando dentro de la música.

## Integrantes
Integrantes actuales (2025)
- Saga Kastronovo (Arturo Rodríguez) – voz principal, compositor (2001–presente)
- Amy Kafka (Arturo Nieves) – guitarra (c.2013–presente)
- All Xs – guitarra     (c.2018–presente)
- Alek Sick Six – batería (c.2017–presente)
- Jesux V – bajo (c.2018–presente)

Integrantes antigüos
- Dark Poet (Juan Pablo Cortéz) – teclado y voz secundaria (2001–2011) – cofundador de la banda
- Daian – guitarra (2001–2006)
- Jimmy Filth –  batería (2001–2007)
- Leonardo Adame – guitarra (2007–2009)
- Rorrock –     bajo y guitarra (2007–2011)
- Rodrigo “Packo” Hidalgo – batería (2007–¿2010?) – participó en la grabación del primer álbum
- Eduardo Velasco – guitarra (¿?–2010) – integrante durante la era Del amor... y El néctar...
- Carlos “Love Criminal” Nieves – bajo (¿?–2010) – bajista en la era del segundo disco (hermano de Arturo Nieves, Amy Kafka)
- Rommel Enciso – bajo (2011–c.2017) – bajista durante los álbumes Santos del pecado y DesconecTB
- Rudy Knox – batería (c.2011–2016) –  baterista durante la producción de DesconecTB

## Discografía
Demos y EPs
- EP “Merlina” – demo independiente  de 3 canciones (2002)
- Demo 1 – demo 7 canciones (10 de febrero de 2003, Dismal Records). Incluye “Intro” y los temas     principales de su primera etapa como “Merlina”, “Eterna     elevación” y “Y me fui”.

Álbumes de estudio
- Del amor y otros excesos (2007, Discos y Cintas     Denver). Álbum debut. Contiene 11 temas, entre ellos “Amor artificial”, “Bésame”, “Conjuro” y nuevas versiones de canciones previas     como “Caer”, “Eterna elevación” y “Prohibida”.
- El néctar del deseo (2010, Discos Denver). Segundo álbum. Incluye 12 canciones de estilo gótico-metal, como “Un segundo más”, “No me subestimes”, “Convulsión” o “El beso del silencio”. Destaca la colaboración del finlandés Jape Perätalo (To/Die/For) en el tema “Revolver of Lies”, y un cover     de “I Remember You” de Skid Row.
- Santos del pecado (2011, Discos Denver). Tercer álbum de estudio, con 11 temas. Continúa la temática de amor oscuro con canciones como “Justicia divina”, “Sagrado corazón”, “Inmaculada     obsesión” o “Tu necesidad”. Marcó la última grabación con la participación del tecladista fundador Dark Poet (en la autoría de algunas     letras) antes de su salida. (Lanzamiento original en diciembre de 2011; distribuido digitalmente en 2014).
- DesconecTB (2016, Discos Denver). Cuarto álbum. Consta de 10 canciones en las que la banda explora matices     más acústicos y melódicos sin perder su esencia rockera. Incluye temas como “Búscame”, “Sin temor”, “Permanencia voluntaria”, “¿Quién va a salvarme?” y “Desastre de amor”.
- Del amor y otros excesos – XV Aniversario (2017, Discos Denver). Regrabación y edición especial del álbum debut, lanzada diez años después de aquel y en conmemoración de los 15 años de la banda. Contiene 10 pistas, reinterpretando clásicos como “Amor artificial” y “Prohibida”.
- Opia (2019, Discos y Cintas Denver). Quinto álbum de estudio (y sexta producción oficial en la carrera del grupo). Con Opia, Trágico Ballet retornó a un sonido más pesado y reminiscente de sus raíces hard gothic rock. El disco contiene 10 canciones,     entre ellas “Desierto”, “La fiebre”, “Estrellas negras”     y “Volver a empezar”.

Sencillos
- “Justicia divina” (2008) – sencillo promocional del álbum Del amor y otros excesos.
- “No me subestimes” (2010) – sencillo del álbum El néctar del deseo, acompañado de video musical difundido en     canales alternativos.
- “Santos del pecado” (2012) – sencillo del álbum homónimo, que sonó en estaciones de rock en español especializadas.
- “Búscame” (2016) – sencillo principal del álbum DesconecTB.
- “Tus monstruos” (2022) – sencillo independiente lanzado digitalmente (28 de octubre de 2022), marcó el regreso discográfico de la banda tras la pandemia.
- “Crucifícame” (2025) – sencillo lanzado el 26 de marzo de 2025, distribuido por Denver Digital. Es el primer corte de la nueva etapa de la banda en los años 2020. (Trágico Ballet también ha colaborado como invitado en canciones de otros artistas; por ejemplo, en 2021 Saga Kastronovo participó en el sencillo “Antes de que caiga el sol” de The Blue Club, y la banda ha aparecido en proyectos colectivos de rock gótico mexicano.)